# Ulica Żelazna w Katowicach
Ulica Żelazna w Katowicach – ulica w Katowicach, położona w granicach dzielnic Dąb i Załęże, łącząca ulicę Chorzowską z ulicą Gliwicką. 
Przy ulicy koncentruje się zabudowa różnego typu, w tym Face2Face Business Campus czy gmach dyrekcji huty „Baildon”. Sama zaś huta funkcjonowała w latach 1823–2001.

## Przebieg
Ulica Żelazna przebiega przez teren dwóch katowickich dzielnic: Dąb (część północna ulicy) i Załęże (część południowa). Numeracja budynków wzdłuż ulicy rozpoczyna się od strony północno-wschodniej w Dębie, gdzie ulica Żelazna krzyżuje się z ulicą Chorzowską, skąd biegnie w kierunku zbliżonym do południowego zachodu i na moście nad Rawą wchodzi na tereny Załęża. Za nim ulica skręca w prawo i kończy swój bieg na krzyżowaniu sterowanym sygnalizacją świetlną z ulicami Gliwicką i P. Pośpiecha.

## Charakterystyka

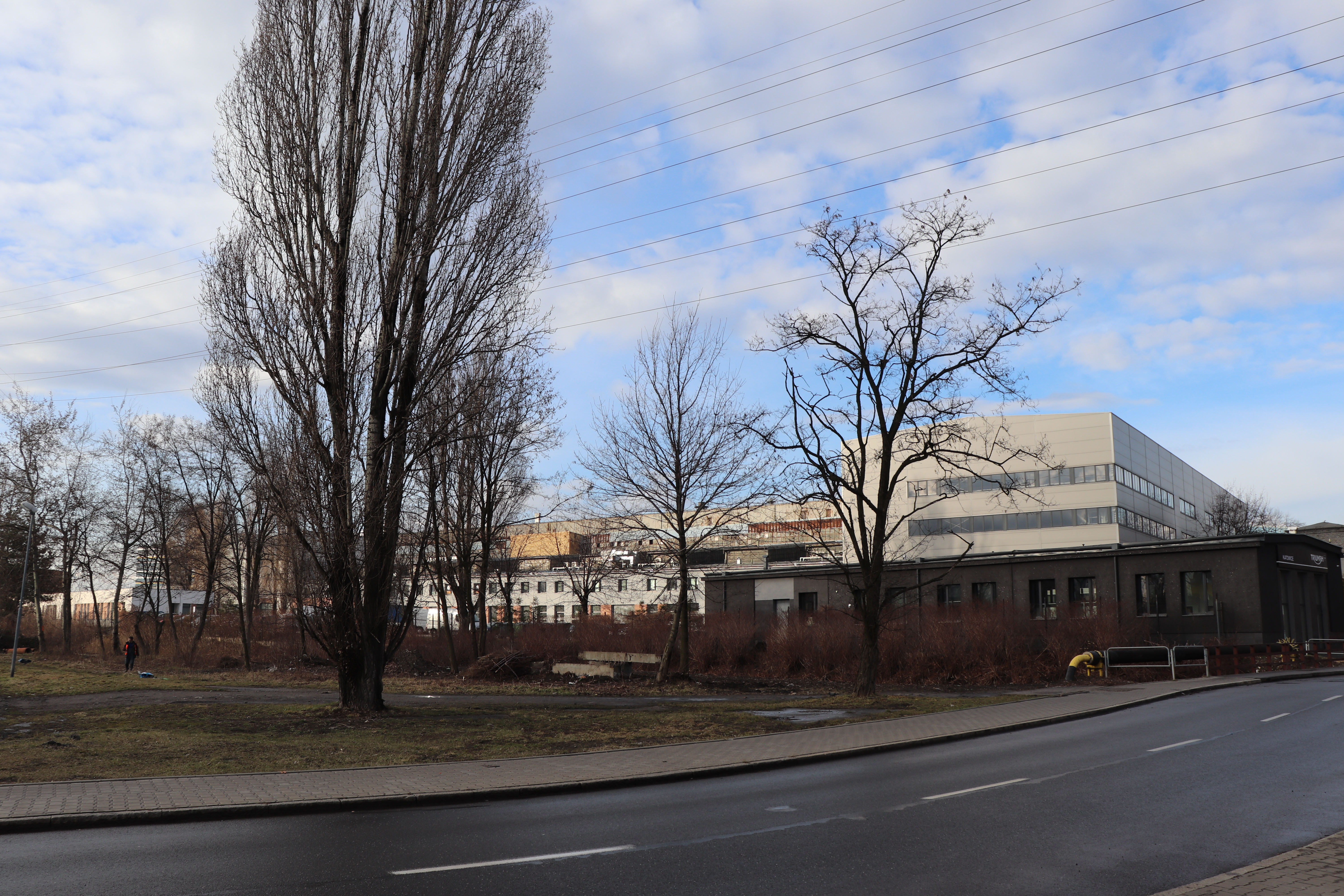
Fragment ulicy Żelaznej; na wprost tereny d. huty „Baildon” (2019)

Ulica Żelazna to droga powiatowa nr 6580S o klasie drogi zbiorczej (Z). Szerokości jezdni wynosi 8,1 m i na części odcinku posiada nawierzchnię brukowaną. Łączna długość ulicy wynosi 598 m. Jest ona w administracji Miejskiego Zarządu Ulic i Mostów w Katowicach. W systemie TERYT ulica widnieje pod numerem 26433, a kod pocztowy dla adresów wzdłuż niej to 40-851.
Ulicą nie kursują pojazdy miejskiego transportu zbiorowego Zarządu Transportu Metropolitalnego (ZTM). Najbliższe przystanki znajdują się przy ulicy Chorzowskiej (Dąb Huta Baildon) i Gliwickiej (Załęże Pośpiecha).
Zabudowę ulicy Żelaznej tworzą zarówno historyczne obiekty (gmach dyrekcji huty „Baildon”), jak i biurowce czy obiekty usługowo-handlowe, w tym kompleks Face2Face Business Campus, biurowiec Grundmanna Office Park czy budynki biurowo-usługowe pod nr. 17b i 17c. Dodatkowo na skrzyżowaniu ulic Żelaznej i Gliwickiej znajduje się niewielki skwer.

## Historia

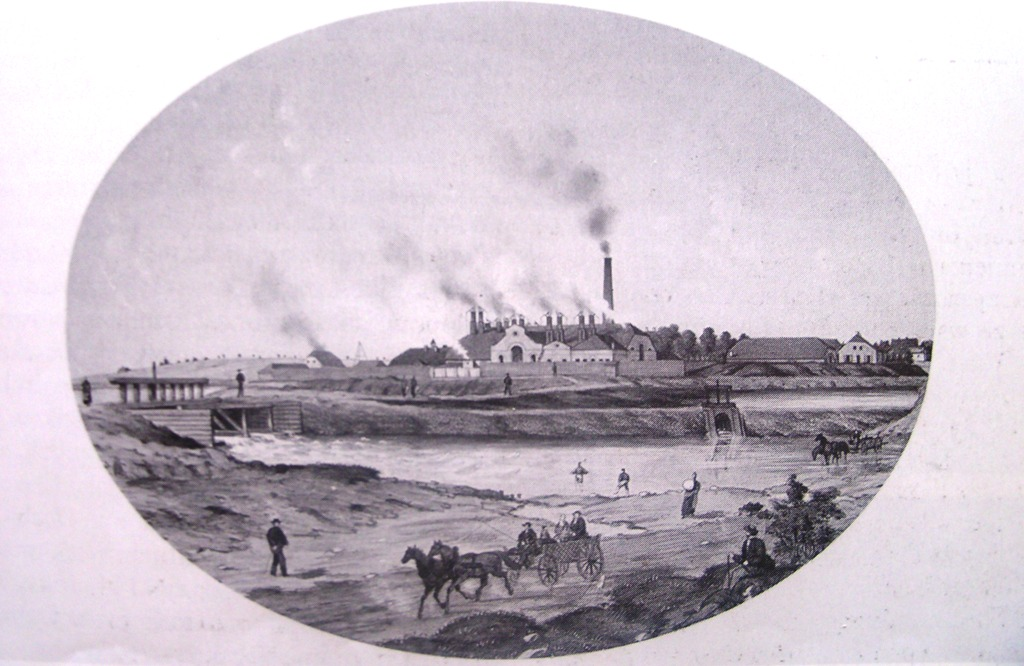
Pudlingarnia Johna Baildona na litografii z połowy XIX wieku

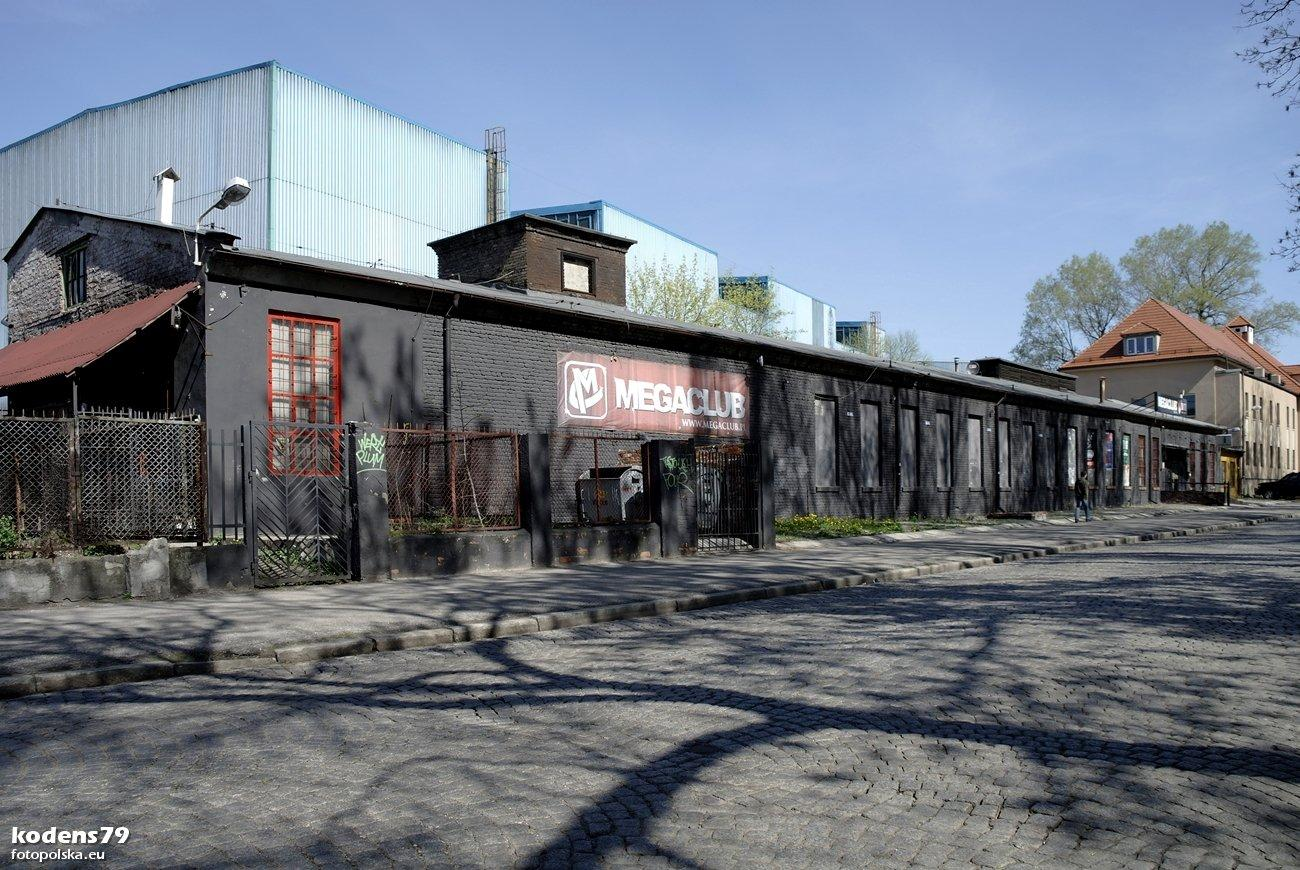
Jedna z dawnych siedzib Mega Clubu przy ulicy Żelaznej 9 (2012)

Wzdłuż późniejszej ulicy Żelaznej, prawdopodobnie jeszcze przed lokacją Dębu, został wytyczony trakt, który w 1360 roku był wzmiankowany jako via magna (łac. wielka droga). W Załężu droga ta prowadziła przez groblę stawu załęskiego. W kierunku południowym prowadziła ona przez Załęską Hałdę i Ligoty do Piotrowic i dalej do Mikołowa, a w kierunku północnym do Bytkowa i Bańgowa ukośnie do późniejszej ulicy ks. P. Ściegiennego, gdzie łączyła się ze szlakiem łączącym Bytom z Czeladzią i dalej z Krakowem.
Prawdopodobnie w II połowie XV wieku nad Rawą w rejonie późniejszej ulicy Żelaznej na wysokości siedziby Straży Miejskiej w Katowicach powstała kuźnica załęska, w której produkowano żelazo kowalne. Nie jest natomiast znana data jej zamknięcia – w 1736 roku była ona jeszcze zaznaczona na mapie, w latach 1746-1753 już na mapach jej nie ma, a na arkuszu z lat 1794–1795 w tym miejscu funkcjonował już młyn. Na mapie z 1827 roku w tamtym rejonie zaznaczono grupę zabudowy. Młyn działał do około 1855 roku.
W 1823 roku nad Rawą szkocki inżynier John Baildon rozpoczął budowę pudlingarni – późniejszej huty „Baildon”. Zakład rozbudowywano – na przełomie XIX i XX wieku, wzdłuż późniejszej ulicy Żelaznej na częściowo zasypanym załęskim stawie wzniesiono nowe budynku wydziałów produkcyjnych i administracyjnych, w tym 1908 roku budynek dyrekcji, a w późniejszych latach dobudowano wzdłuż ulicy kolejne budynki administracyjne. Od strony ulicy Żelaznej znajdował się główny wjazd do huty. Sama zaś huta wyspecjalizowała się w produkcji stali wysokiej jakości, wyrobów walcowanych oraz wyrobów specjalnych.

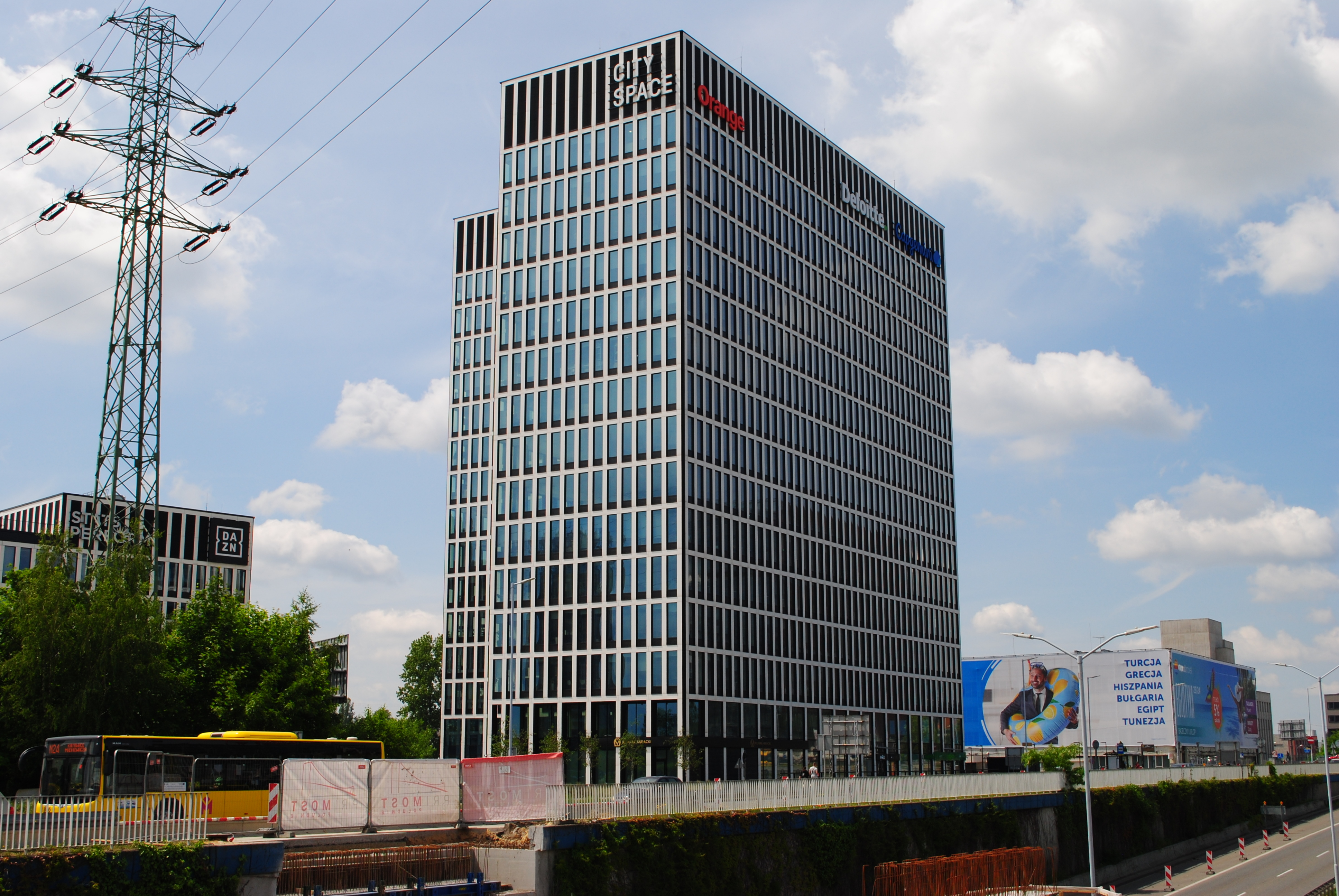
Jeden z dwóch budynków kompleksu Face2Face Business Campus; za nim po prawej stronie budynek przychodni (2023)

W 1900 roku załęski odcinek ulicy nazwano Hüttenstrasse, a tę samą nazwę cztery lata później zyskał dębski fragment ulicy. Przed I wojną światową wzdłuż ulicy znajdowały się także izba matki i dziecka oraz żłobek.
W 1920 roku drogę po obydwu stronach przemianowano na ulicę Hutniczą. W 1924 roku tereny Dębu i Załęża, a w tym i ulicę Żelazną, włączono do Katowic. Dębski fragment przemianowano na ulicę Żelazną, a załęski na ulicę Ludwika Labusa. W przeciągu kolejnych kilku lat drogę wybrukowano.
W czasach niemieckiej okupacji Polski w latach 1939–1945 ulica w całości miała nazwę Hüttenstrasse. 

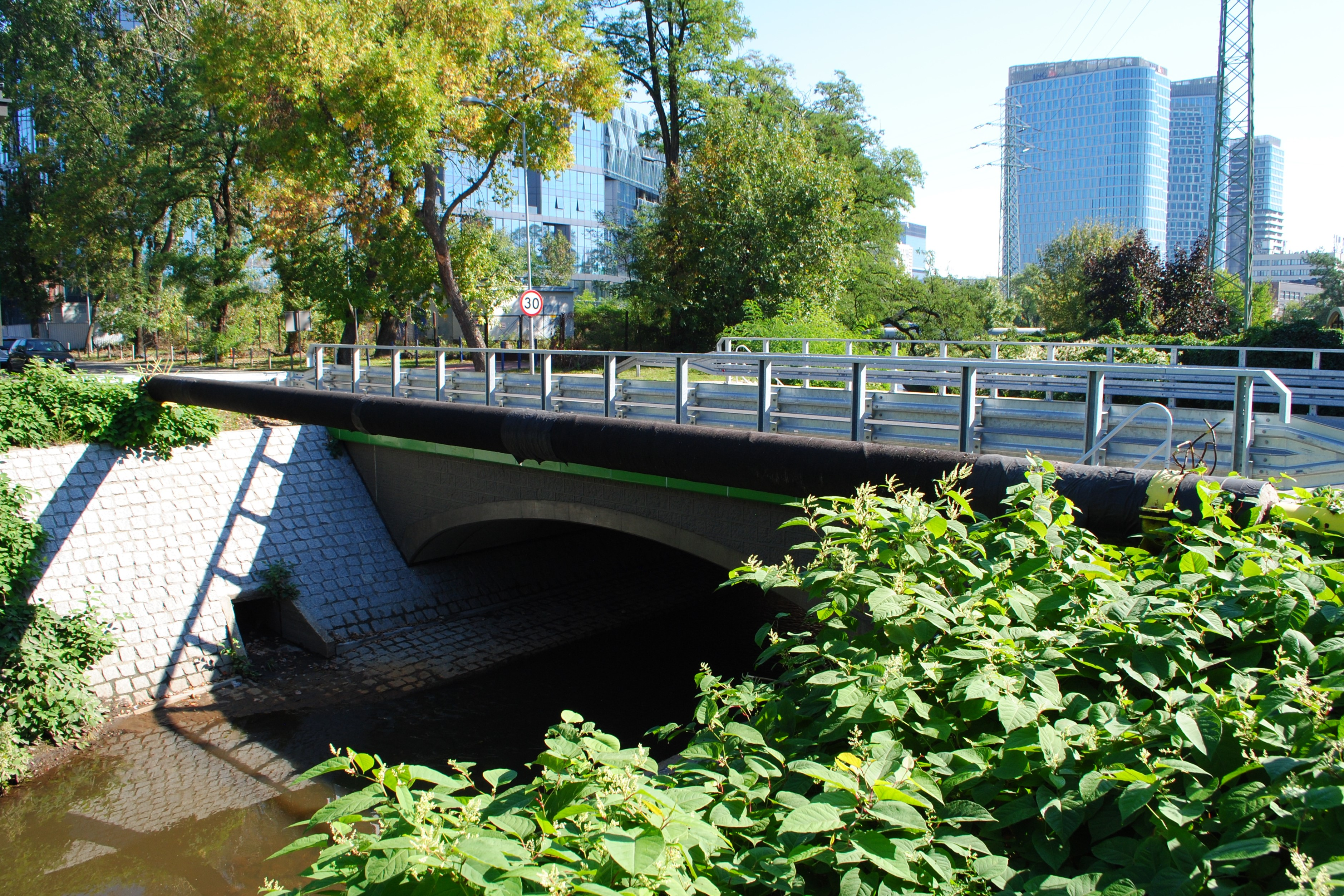
Most nad Rawą w ciągu ulicy Żelaznej we wrześniu 2024 roku

W 1945 roku przywrócono przedwojenne nazwy obydwu odcinków, a w 1956 roku cała droga miała już jednolitą nazwę – ulica Żelazna. W latach 1965–1969 na skrzyżowaniu ulic Chorzowskiej (wówczas F. Dzierżyńskiego) i Żelaznej została wzniesiona hala sportowa. Posiadała ona arenę o wymiarach 40×24 m i widownię z 1887 miejscami. Ostatnia ważna impreza sportowa odbyła się w niej w 1995 roku. W 1981 roku po drugiej stronie ulicy oddano do użytku przychodnię.
W 1993 roku powstał Mega Club, którego jedną z siedzib był dawny budynek Laboratorium Prób Stali huty „Baildon”. Sama zaś huta w 2001 roku ogłosiła upadłość. Po jej upadku teren został zakładu rozparcelowany na szereg działek zabudowanych obiektami produkcyjnymi, która z biegiem czasu przeznaczono na różnego typu działalności.
W latach 2010–2012 gruntownie zmodernizowano dawny gmach dyrekcji huty „Baildon”. W 2011 roku przy ulicy Żelaznej 18 oddano do użytku nową siedzibę Straży Miejskiej w Katowicach. Przy skrzyżowaniu ulic Żelaznej i Chorzowskiej w latach 2018–2020 w miejscu hali sportowej wzniesiono kompleks biurowy Face2Face Business Campus. We wrześniu 2023 roku rozpoczął się remont mostu nad Rawą w ciągu ulicy Żelaznej – w miejsce drewnianej konstrukcji zaprojektowano żelbetowy most. 22 lipca 2024 roku most po remoncie został oddany do użytku, natomiast pod koniec października tego samego roku położony przy ulicy Żelaznej 10 biurowiec Grundmanna Office Park uzyskał pozwolenie na użytkowanie.

## Obiekty historyczne i zabytkowe
Obiekty historyczne i zabytkowe:

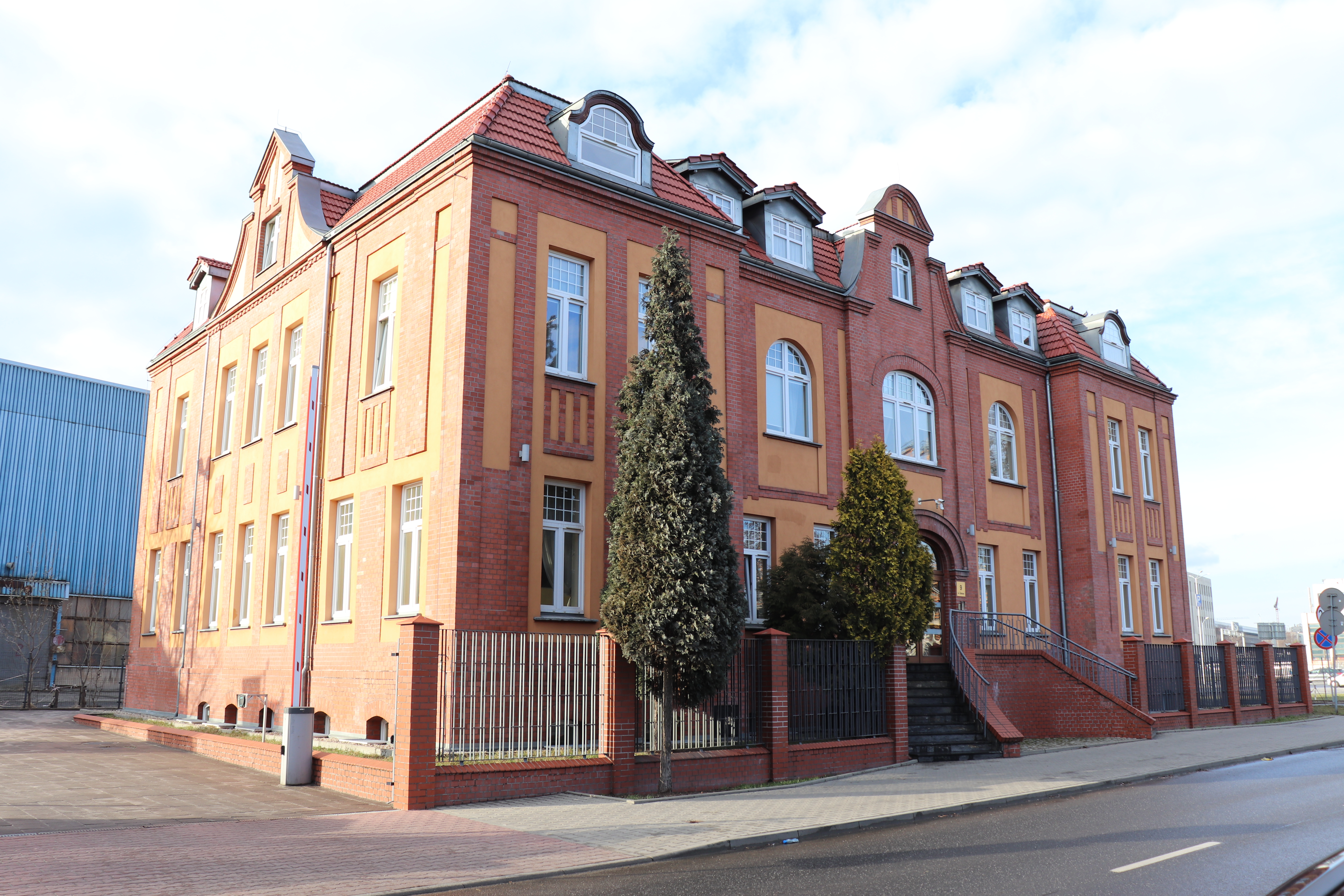
D. gmach dyrekcji huty „Baildon”

- Gmach dyrekcji huty „Baildon” (ul. Żelazna 9) – z 1908 roku w stylu historyzującym o cechach neobaroku; jest to obiekt dwukondygnacyjny z podpiwniczeniem i poddaszem, wzniesiony na rzucie prostokąta i zwieńczony dachem wielospadowym krytym dachówką; fasada gmachu posiada trzy ryzality, z czego w środkowym znajduje się główne wejście do budynku, a elewację zdobią dodatkowo ceglane lizeny[33],
- Kamienica (ul. Żelazna 24 / Gliwicka) – z II połowy XIX wieku i przebudowana na początku XX wieku; w stylu historyzmu ceglanego prostego; jest to obiekt murowany z cegły, trójkondygnacyjny, zwieńczony dachem dwuspadowym; kamienica posiada skromną artykulację ceglaną i oryginalną bramę wejściową[34].

Obiekty nieistniejące:
- Chałupa wiejska (ul. Żelazna 20a) – prawdopodobnie z końca XVIII wieku; był to obiekt wzniesiony w stylu tradycyjnym, drewniany na podmurówce kamiennej, tynkowany, parterowy i zwieńczony dachem dwuspadowym naczółkowym[35]; chata istniała jeszcze w 2003 roku[36].

## Gospodarka i instytucje
W systemie REGON według stanu z marca 2024 roku było zarejestrowanych około 220 przedsiębiorstw z siedzibą przy ulicy Żelaznej. Były to m.in.: związki zawodowe, placówki opieki zdrowotnej, kancelaria radców prawnych, fundacja, biuro rachunkowe, przedsiębiorstwa handlowo-usługowe, kancelarie notarialne i inne. Ponadto siedzibę ma tutaj Straż Miejska w Katowicach (ul. Żelazna 18), a także funkcjonuje sklep sieci Netto (ul. Żelazna 23).
Wierni rzymskokatoliccy mieszkający przy ulicy Żelaznej przynależą do parafii św. Józefa.